# Lída Baarová
Ludmila Babková, conocida como Lída Baarová (Praga, 7 de septiembre de 1914-Salzburgo, 27 de octubre del 2000), fue una actriz checa y, durante dos años, amante del ministro de Propaganda nazi Joseph Goebbels.

## Biografía

### De Praga a Berlín

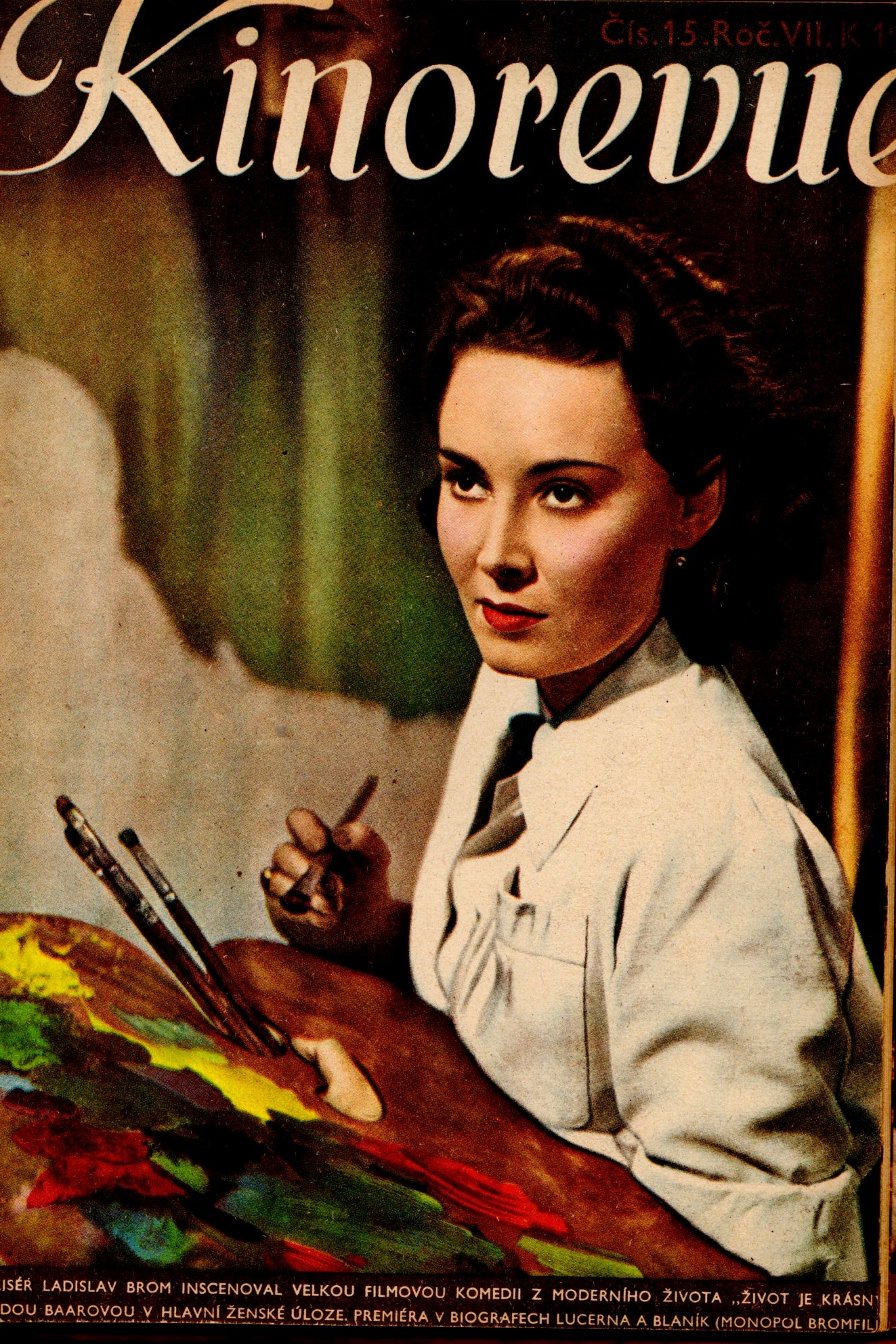
Lída Baarová en portada de la revista checa Kinorevue (1940)

Junto a su hermana, la actriz Zorka Janů, tuvo una carrera destacada en el cine checo, hasta que partió a Berlín, donde conoció al actor Gustav Fröhlich, de quien se enamoró y con quien protagonizó varios films. Gracias al éxito de Barcarole, fue tentada por Hollywood en 1937, pero desistió la oferta.
Fröhlich estaba casado con la diva judeo-húngara de opereta Gitta Alpar, quien debió huir ante la amenaza nazi. Fröhlich y Lída se mudaron a Wannsee, cerca de la casa de Joseph Goebbels (entonces ministro en la administración nazi y con poderosa influencia en UFA, la compañía cinematográfica alemana), con quien ella entabló una tempestuosa relación que se disolvió por órdenes de Adolf Hitler ante las quejas presentadas por su esposa (Magda Goebbels). Goebbels pretendió irse con Lída como embajador al Japón, pero Hitler no aceptó su renuncia como ministro.[cita requerida]

### Exilios
Lidá Barová fue declarada persona non grata, y regresó a Praga; huyó en 1941 a Italia, donde entre otras películas filmó Turbina Grazia (1943), La Fornarina (1944), Vivere ancora (1945) y La sua strada (1946).
Al regresar a Praga, fue apresada por las tropas aliadas, puesta en custodia y encarcelada en Múnich para ser extraditada a Checoslovaquia, donde fue condenada a muerte por colaboracionista, aunque después fue exonerada. Su admirador y agente teatral, Jan Kopecký, era sobrino del ministro comunista del interior, y arregló su libertad. Se casó con ella en 1949, y formaron un dúo de titiriteros que recorrió Austria, emigró finalmente a Argentina y luego a España.[cita requerida]

### Regreso al cine

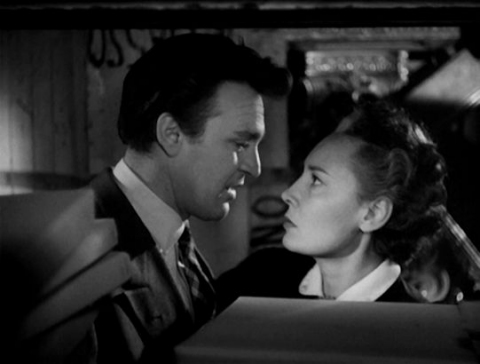
Lída Baarová en I vitelloni (1953)

A partir de 1950 trabajó en películas italianas, españolas y mexicanas. En Italia la dirige Federico Fellini en I vitelloni (1953); entre sus películas en España destacan Viaje de novios (1956), de León Klimovsky y con Fernando Fernán Gómez, Todos somos necesarios (1956), de José Antonio Nieves Conde y El batallón de las sombras (1957), de Manuel Mur Oti.
En 1956, se divorció de Kopecky y se mudó en 1958 a Salzburgo. En 1970 se casó con el ginecólogo sueco Kurt Lundwall. El director alemán Rainer Werner Fassbinder le dio un pequeño papel en Las amargas lágrimas de Petra von Kant (1972).
En la década de 1990, reapareció en la escena cultural checa: publicó su autobiografía (La dulce amargura de la vida) y participó en una película basada en su historia, Sladke horkosti Lidy Baarove (1995).[cita requerida]
En 1999, participó en el documental televisivo Las mujeres de Hitler, con Leni Riefenstahl y Traudl Junge.[cita requerida]
Al año siguiente, Lidá Barová murió en Salzburgo por complicaciones de la enfermedad de Parkinson.[cita requerida]
En 2016 se estrenó la película The Devil's Mistress, coproducción checa-eslovaca que relata las circunstancias de su relación con Joseph Goebbels.

## Referencias

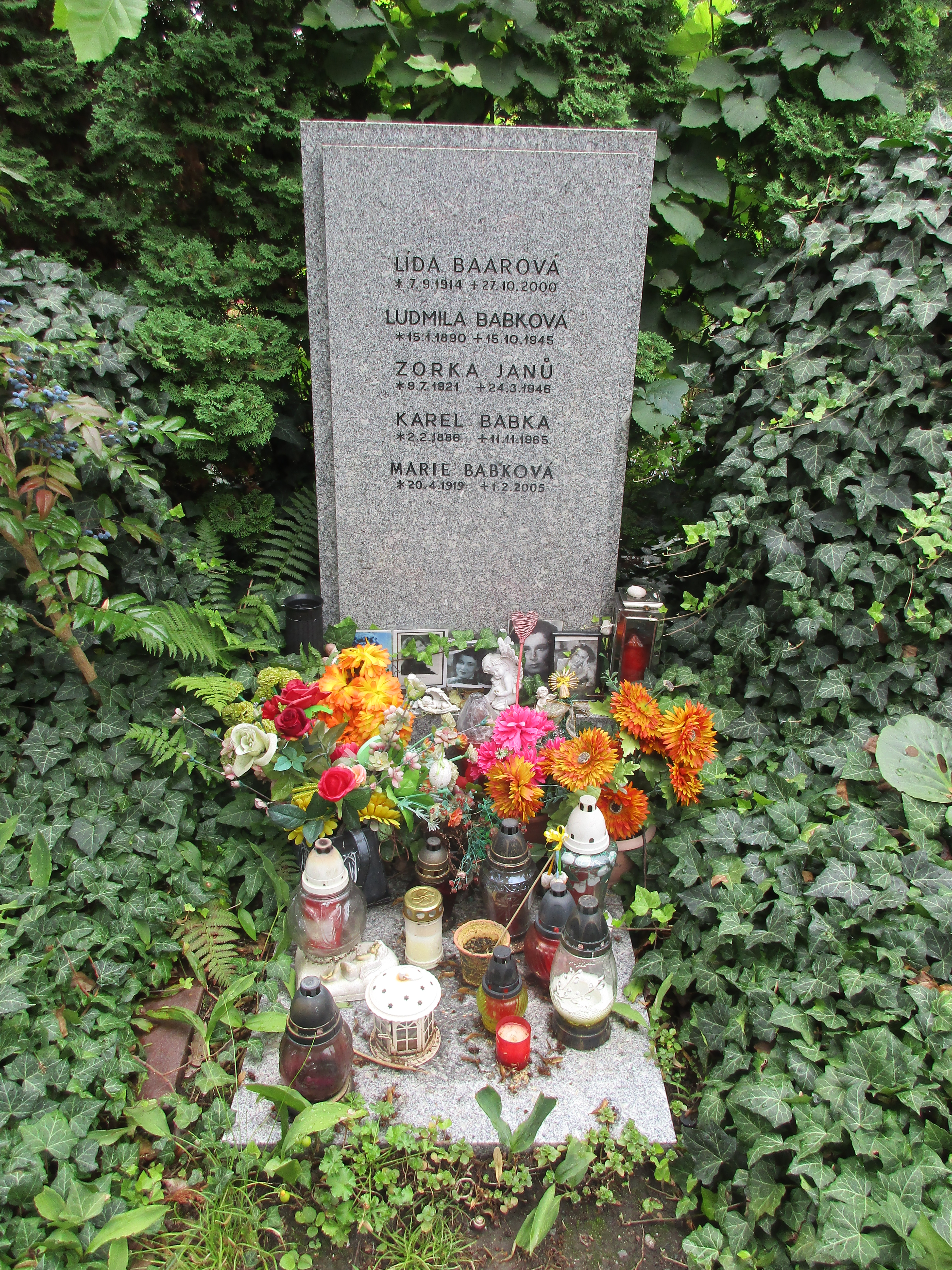
Tumba de Lída Baarová en el crematorio de Strašnice (Praga)